# Skånland
Skånland (en sami septentrional: Skánit) era un municipio de la provincia de Troms, Noruega, ubicado al sudeste de Harstad. Tiene una población de 3041 habitantes según el censo de 2016 y formaba parte del distrito tradicional de Hålogaland Central. Su centro administrativo era Evenskjer. Otras localidades son Grovfjord, Renså, Sandstrand y Tovik. El puente de Tjeldsund conecta la isla de Hinnøya con la Noruega continental. Desde el 1 de enero de 2020, fue fusionado con el municipio de Tjeldsund, el cual a su vez pasó a ser administrado en la Provincia de Finnmark y Troms.

## Evolución administrativa
Skånland ha sufrido cambios territoriales a lo largo del tiempo, los cuales son:
| Año  | Cambio territorial                                                                                | Población |
| ---- | ------------------------------------------------------------------------------------------------- | --------- |
| 1926 | El municipio se forma a partir de la división de Trondenes                                        | 2443      |
| 1964 | Astafjord se fusiona con Skånland y la isla de Rolla pasa a ser de Ibestad                        |           |
| 2020 | Skånland se fusiona con el municipio de Tjeldsund y pasa a la nueva provincia de Finnmark y Troms |           |

## Etimología
El municipio recibe su nombre gracias a la granja Skånland (nórdico antuguo: Skánøyjarland). El primer elemento es el nombre Skánøy (cuyo significado es desconocido) y el segundo elemento es land que significa «terreno» o «granja». Es probable que le nombre tenga un origen sami (skánit, que significa «montañas pequeñas»).

## Economía

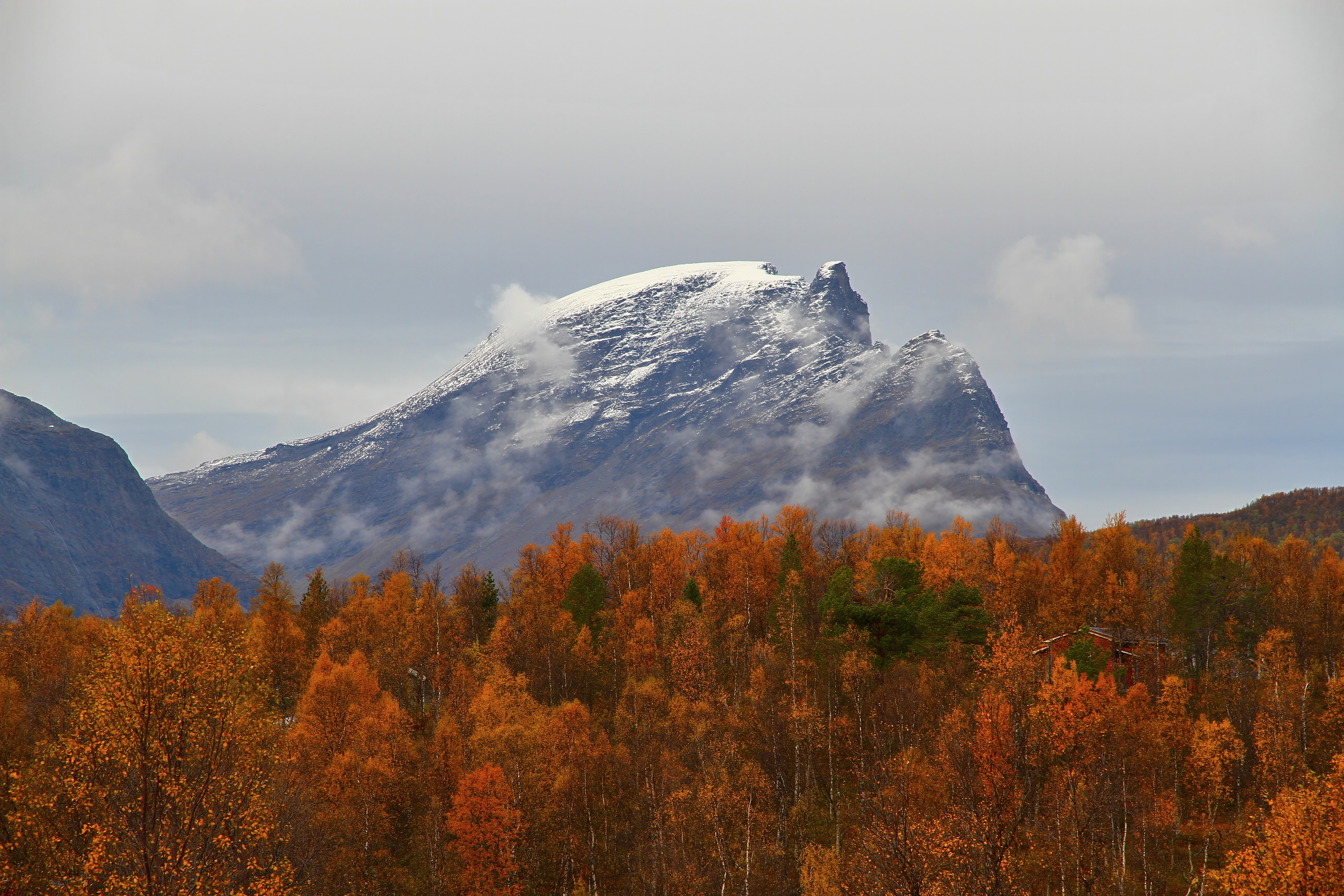
Paisaje otoñal en Novafjell (Monte Nova) en Skånland

La agricultura es un pilar de la economía de Skånland, aunque también hay una gran cantidad de población trabajando en Harstad o en el aeropuerto de Harstad/Narvik-Evenes.

## Geografía
El municipio abarca a la península de Ofoten, bordeada por el Ofotfjord en el sur, el estrecho Tjeldsundet en el oeste y los fiordos de Astafjorden y Vågsfjorden en el norte. Limita con los municipios de Evenes al sur, Narvik en el sudeste y Tjeldsund al suroeste (todos en Nordland). Mientras que en los municipios de Troms, limita con Harstad al noroeste (al otro lado del Tjeldsundet) y Gratangen en el noreste. Evenskjer se asienta en las tierras bajas de la orilla del estrecho.

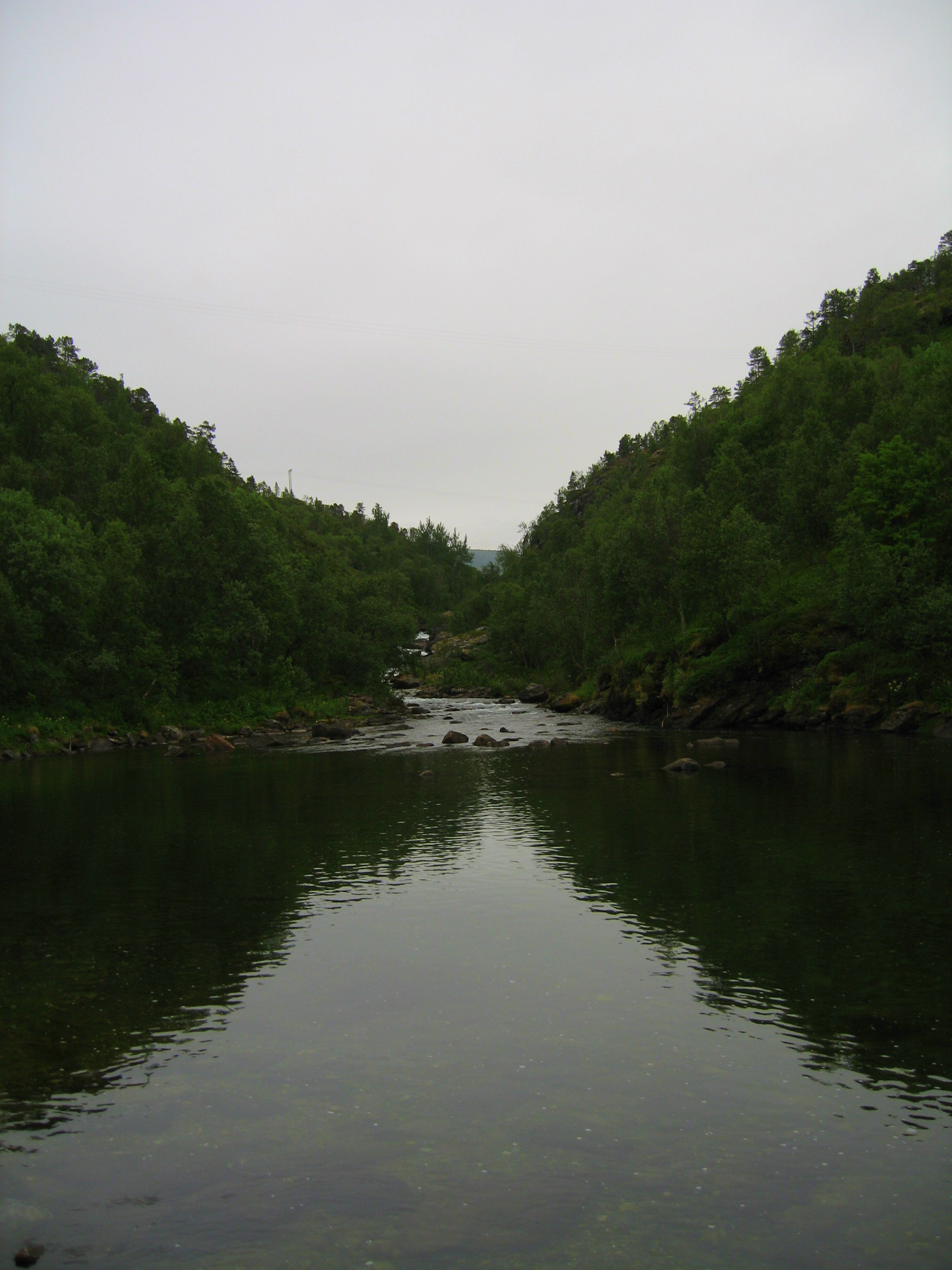
Río Tennevikelva, Skånland.

El lago más grande es el Skoddebergvatnet y el punto más alto el Skittendalstinden con 1306 m. Alrededor del lago hay bosques de pino calcáreo. El lago Niingsvatnet se ubica en el límite con Evenes.

## Gobierno
El municipio se encarga de la educación primaria, asistencia sanitaria, atención a la tercera edad, desempleo, servicios sociales, desarrollo económico, y mantención de caminos locales.

### Concejo municipal
El concejo municipal (Kommunestyre) tiene 15 representantes que son elegidos cada 4 años y estos eligen a un alcalde. Estos son:

### Skånland Kommunestyre 2015-2019
| Partido                            | Número de representantes |
| ---------------------------------- | ------------------------ |
| Partido Laborista                  | 6                        |
| Partido Conservador                | 6                        |
| Rojos                              | 1                        |
| Partido de la Izquierda Socialista | 1                        |
| Partido Liberal                    | 1                        |